# 광양중앙초등학교
광양중앙초등학교는 대한민국 전라남도 광양시 중동에 있는 공립 초등학교이다.

## 학교 연혁
- 1993년 3월 1일: 동광양중앙국민학교 개교
- 1995년 4월 24일: 광양중앙국민학교로 교명 변경

## 참고 자료
- 광양중앙초등학교 - 한국교육학술정보원 학교알리미